# 흥덕중학교 (경기)
흥덕중학교(興德中學校)는 대한민국 경기도 용인시 기흥구 영덕동에 위치한 공립 중학교이다.

## 학교 연혁
- 2009년 3월 1일 : 용인 흥덕중 설립 인가(36학급)
- 2009년 3월 1일 : 용인 흥덕중 개교(일반학급 4, 특수학급 1)
- 2009년 3월 1일 : 초대 권금자 교장 취임
- 2009년 3월 2일 : 제1회 입학식(신입생 56명)
- 2010년 2월 10일 : 제1회 졸업식(37명)
- 2020년 9월 1일 : 제4대 이은선 교장 부임
- 2024년 1월 5일 : 제15회 졸업식(졸업생 322명, 누계 4,753명)
- 2024년 3월 4일 : 제16회 입학(신입생 375명)

## 참고 자료
- 흥덕중학교 - 한국교육학술정보원 학교알리미